# 汚い戦争

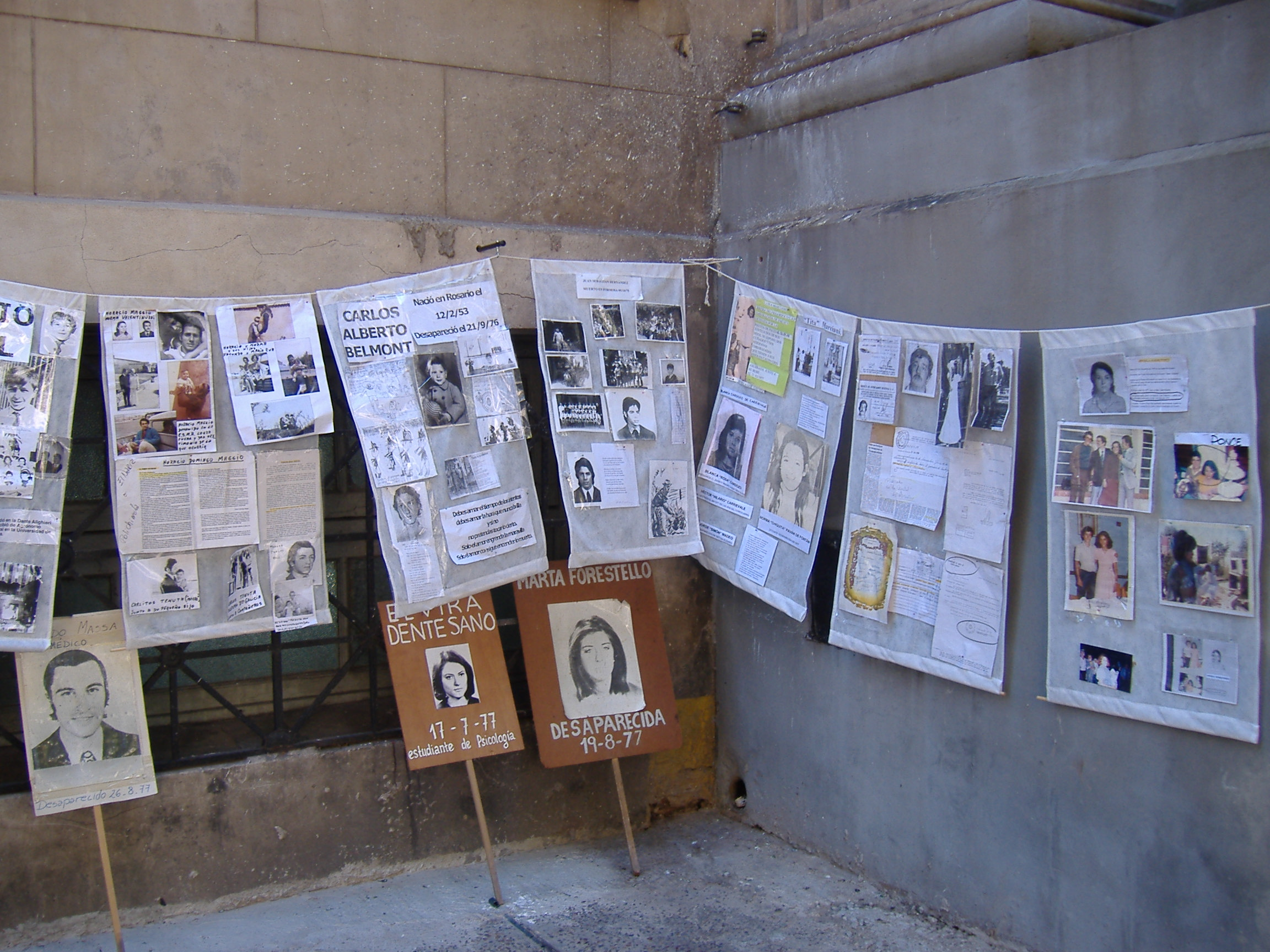
汚い戦争の犠牲者たちの写真

汚い戦争（きたないせんそう、スペイン語: Guerra Sucia）は、1976年から1983年にかけてアルゼンチンを統治した軍事政権によって行われた白色テロである。
左翼ゲリラの取締を名目として、労働組合員、政治活動家、学生、ジャーナリストなどが逮捕、監禁、拷問され、3万人が死亡者や行方不明者となったとされる。1979年に「5月広場の母たちの運動」が結成され、行方不明者の調査と不法逮捕者の釈放を求める要望書に2万4000人の署名が集められた。

## 歴史
「汚い戦争」の始まりについてははっきりしない。1975年にキューバなどからの支援を受けた共産主義ゲリラの人民革命軍（ERP)）に対して、トゥクマン州を舞台に行われたアルゼンチン軍の弾圧が発端であるとする意見もある。
人民革命軍（ERP）はアルゼンチン国内でも特に貧しい山岳地帯であるトゥクマン州を「革命の本拠地」にしようと試み、州の3分の1を支配下に置いていた。ERPに呼応し、アルゼンチンのゲリラ組織「モントネーロス」も都市部におけるテロを繰り返していた。イサベル・ペロン大統領は「殲滅指令」を布告、「トゥクマン州における破壊分子を殲滅するために軍は全ての必要な手段をとる」よう命じた。軍は独立作戦 (Operativo Independencia) を実行し、特殊部隊を含めた歩兵と空軍を動員、ゲリラとの戦闘を開始し、その過程でゲリラの支配下にある町を破壊し住民に危害を加えた。
1975年9月、イザベル・ペロン大統領が病気療養のために一時的に職を離れると、イタロ・ルデール（スペイン語版）が大統領代行となった。翌10月、フォルモサ州の歩兵連隊宿舎が「モントネーロス」に攻撃され（Operation Primicia）、28人の死者がでた。ルデールは国内治安協議委員会を設立し、トゥクマン州で行われていたゲリラ鎮圧作戦を国内全体に拡大させることを決定した。国内は5つの軍管区さらにその下位地区に分けられ、それぞれの地域の治安を軍の司令官が実質的に掌握した。右派民兵組織であるアルゼンチン反共同盟も加わり、軍の弾圧とそれに対するゲリラ攻撃が繰り返された。
1976年3月24日に軍の高官によるクーデターが発生した。陸軍のホルヘ・ラファエル・ビデラ、海軍のエミリオ・エドゥアルド・マッセラ、空軍のオルランド・ラモン・アゴスティが権力を掌握した。
軍事独裁政権は自らを「国家再編成プロセス (Proceso de Reorganización Nacional)」 と称し、ビデラとその後の指導者であるロベルト・ビオラ、レオポルド・ガルチェリ、レイナルド・ビニョーネらによる各政権が多くのリベラル派のペロニスタや左翼と見なされた反体制派市民に対する違法な逮捕、拷問、殺害、強制拉致等の様々な弾圧を行なった。特に悪名高いのが「死のフライト」と呼ばれる政治犯を生きたまま空中の飛行機から海や川に突き落とすというものであった。左右両派に対する批判者であった平和運動家アドルフォ・ペレス・エスキベルは、1977年に逮捕され拷問を受けたが、1980年にノーベル平和賞を受賞した。
その後、フォークランド戦争の敗北により軍部の威信は失墜し、政権維持はもはや不可能であることが明らかになった。1983年10月30日に総選挙が行われ、軍政の処理を行なったラウル・アルフォンシンが当選した。

## 民主化後の裁判
2005年に同国最高裁判所は、軍政下の犯罪を不問とする恩赦法に違憲判決を下した。これ以降、拉致、拷問、殺害に関与した元軍幹部らに対する有罪判決が相次いでいる。2008年に終身刑判決を受けたルシアーノ・ベンハミン・メネンデス元司令官は、「共産主義から国家を守るための戦争に従事した軍司令官を罰するのは間違いだ」と主張した。
2011年12月にビデラは大統領在任中の人権侵害の罪で終身刑の判決を受けた。2012年4月にビニョーネも56人を誘拐、拷問した罪を問われ、禁錮25年の有罪判決を受けた。これに加えて、両者は2012年7月に、政治犯の囚人から赤ん坊を略取、隠匿した罪によりそれぞれ禁錮50年、禁錮15年の刑が加算されている。

## 資金源
資金源としてフリーメイソンのロッジであることを隠れ蓑に反共主義を掲げイタリアを中心に活動していた「ロッジP2」による不法な資金調達と、第二次世界大戦下のドイツで行われていた偽ポンド札の偽造計画「ベルンハルト作戦」の関係者で、戦後親ドイツのペロンが政権を握ったアルゼンチンに亡命したドイツ人達による偽造ポンド紙幣が大きな割合いを占めると指摘されている。

## アメリカ政府の関与
アルゼンチンの治安部隊と「死の部隊」は、「コンドル作戦 (Operation Condor)」において、他の南米の軍事独裁国家と協力して行動していた。アメリカ政府は軍事政権に対して軍事物資と資金の援助をおこなっていた。アメリカで公開された政府文書によると、ヘンリー・キッシンジャーは外務大臣に対して、アメリカの議会が支援を停止する前に「内戦」にけりをつけるように求めていた。

## カトリック教会への批判
アルゼンチンにおけるカトリック教会およびその指導者の「汚い戦争」への対応を批判する声が存在する。ブラジルやチリでの軍事政権の弾圧にそれぞれの国のカトリック教会が立ち向かった一方で、アルゼンチンのカトリック教会は軍事政権を支持し、信者に対して「国を愛する」よう求めていた。当時「汚い戦争」に対し異議を唱えた者は「破壊分子」のレッテルを貼られる恐れがあった。軍事政権を批判し殺害された司祭、司教がいる一方で、大多数の教会関係者は口を閉ざしたままだった。
「汚い戦争」の期間中にエンリケ・アンヘレッリ（Enrique Angelelli）とカルロス・ポンセ・デ・レオン（Carlos Ponce de León）の2人の司教と17人の司祭が軍事政権により殺害された。2013年2月に下された判決において裁判官は、教会組織が司祭の殺害から「目を背けた」と批判した。1976年に殺害された司教エンリケ・アンヘレッリに関する裁判では、軍事政権の迫害に教会の同意があったと指摘された。軍事政権の指導者の一人であるホルヘ・ラファエル・ビデラは2012年、教会の指導者たちは政府による弾圧の共犯者だったと証言した。
1976年から1983年にかけて警察署付きの司祭であったクリスチャン・フォン・ヴェルニッヒ（Christian von Wernich）は囚人の拷問、殺害に直接関わっていた。民主化後1985年に行われた裁判において彼は容疑を否認した。1986年に汚い戦争における犯罪の追求を停止する法律が公布されると彼に対する捜査も打ち切られた。この法律が憲法に違反しているとの判断がくだされた後、2003年9月にヴェルニッヒに対する逮捕状が出され、チリの町でクリスチャン・ゴンザレスとの偽名を使い潜伏していたヴェルニッヒは逮捕された。2007年10月にヴェルニッヒは7件の殺人、42件の誘拐、32件の拷問の罪で有罪となり終身刑がくだされた。カトリック教会のヴェルニッヒに対する処分は2010年時点でも行われておらず刑務所の中で囚人に対してミサをおこなっていた。
2000年にアルゼンチン司教評議会は、軍事政権に対して反対の立場を示さず市民を庇護しなかったことを謝罪する声明を発表した。